# Supermarine Swift
Supermarine Swift je bil enomotorni enosedežni reaktivni lovec, ki so ga zasnovali v 1940ih pri britanskem Supermarine. V uporabo je vstopil kot prestreznik, vendar je imel veliko nesreč, zato se je v tej vlogi uporabljal  sorazmerno malo časa. Kasneje se je nekaj težav rešili in nadaljnje se je uporabljal kot izvidniško letalo. Dokončno je bil upokojen v 1970ih.
Zgradili so okrog 200 letal, edini uporabnik so bile Kraljeve letalske sile (RAF).

## Specifikacije (Supermarine Swift FR Mk 5)
Splošne karakteristike
- Posadka: 1
- Dolžina: 42 ft 3 in (12,88 m)
- Razpon kril: 32 ft 4 in (9,85 m)
- Višina: 13 ft 2 in (4,02 m)
- Površina kril: 328 ft² (30,5 m²)
- Teža praznega letala: 13435 lb (6094 kg)
- Maks. vzletna teža: 21673 lb (9381 kg)
- Pogon letala: 1 × Rolls-Royce Avon RA.7R/114 turboreaktivni motor
  - Potisk motorjev (suh): 7175 lbf (31,9 kN)
  - Potisk motorjev z dodatnim zgorevanjem: 9450 lbf (42,0 kN)

 Zmogljivost 
- Maks. hitrost: 713 mph (na nivoju morja) (1148 km/h)
- Doseg: 630 milj (1014 km)
- Višina leta: 45800 ft (13960 m)
- Hitrost vzpenjanja: 14660 ft/min (74,5 m/s)

Oborožitev

- 2 × 30 mm ADEN top in nosilci za rakete in bombe